# Nilüfer
Nilüfer là một huyện thuộc tỉnh Bursa, Thổ Nhĩ Kỳ. Huyện có diện tích 496 km² và dân số thời điểm năm 2007 là 251344 người, mật độ 507 người/km².